# Robert Roosevelt
Robert Barnwell Roosevelt (ur. 7 sierpnia 1829 w Nowym Jorku, zm. 14 czerwca 1906 w Sayville) – amerykański polityk, członek Partii Demokratycznej.

## Działalność polityczna
W okresie od 4 marca 1871 do 3 marca 1873 przez jedną kadencję był przedstawicielem 4. okręgu wyborczego w stanie Nowy Jork w Izbie Reprezentantów Stanów Zjednoczonych. Od 1888 do 1890 był ministrem Stanów Zjednoczonych w Holandii.
Był bratankiem Jamesa, synem Corneliusa i stryjem Theodore’a.